# Sinezona wileyi
Sinezona wileyi is een slakkensoort uit de familie van de Scissurellidae. De wetenschappelijke naam van de soort is voor het eerst geldig gepubliceerd in 2008 door Geiger.